# Citroën C4

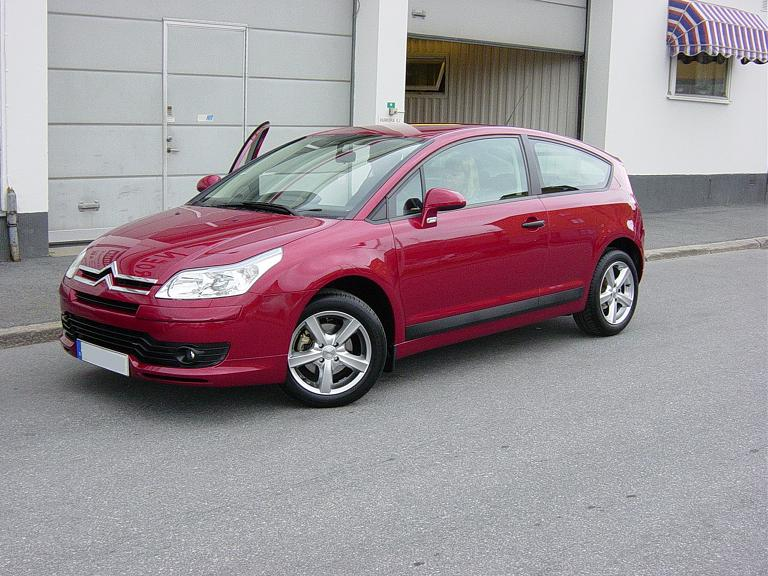
Citroën C4 coupé

A Citroën C4 alsóközépkategóriás személygépkocsi, 2003-ban váltotta fel elődjét, a Xsarát a Citroën modellválasztékában. Öt változatban kapható: háromajtós kupé, ötajtós limuzin, négyajtós szedán (C4 Pallas) és (2006 óta) kétféle egyterű: a Picasso és a Grand Picasso.2008-ban az autó kisebb ráncfelvarráson esett át, ami kinézetileg és technikailag is érintette.

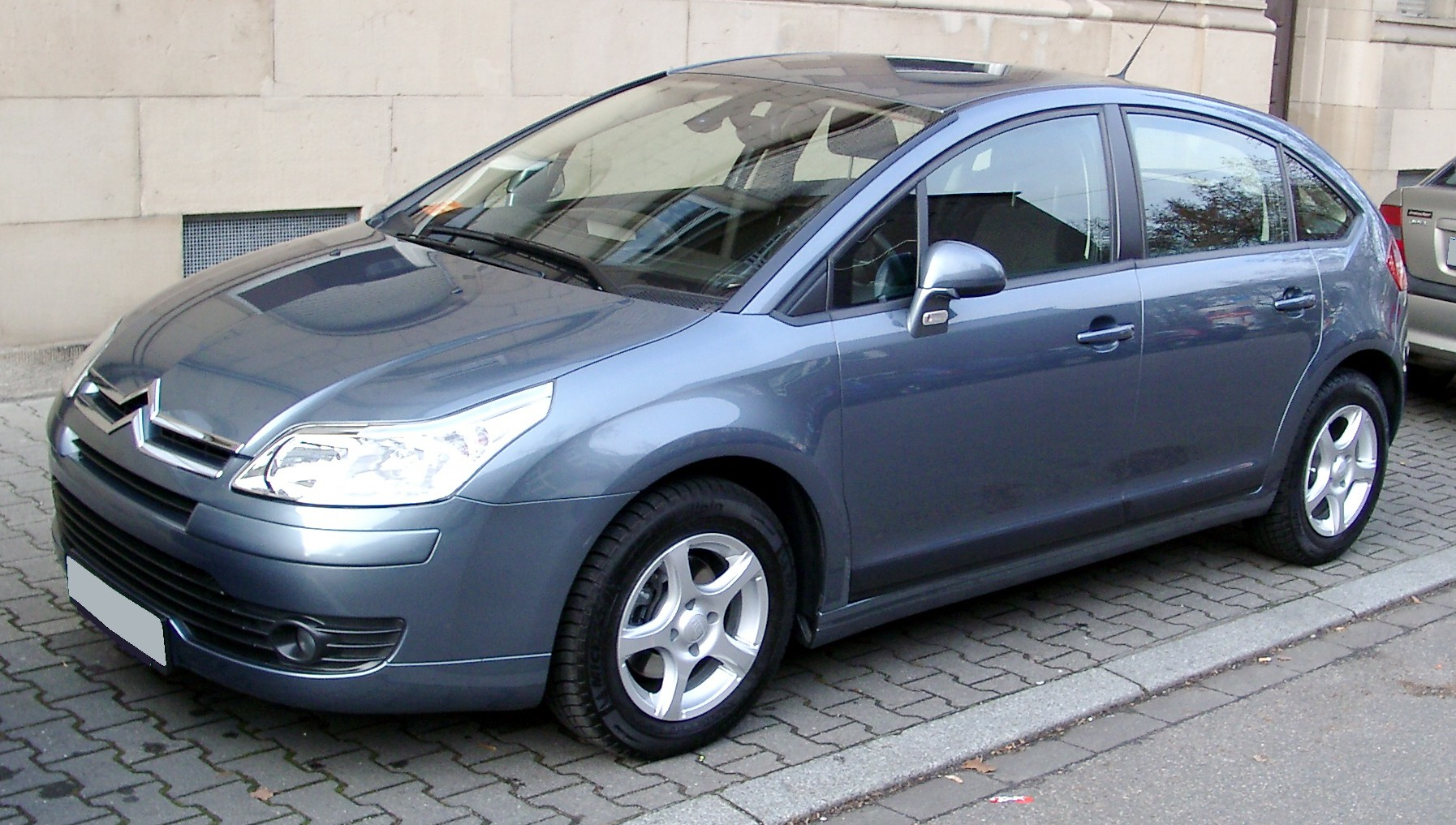
ötajtós Citroën C4

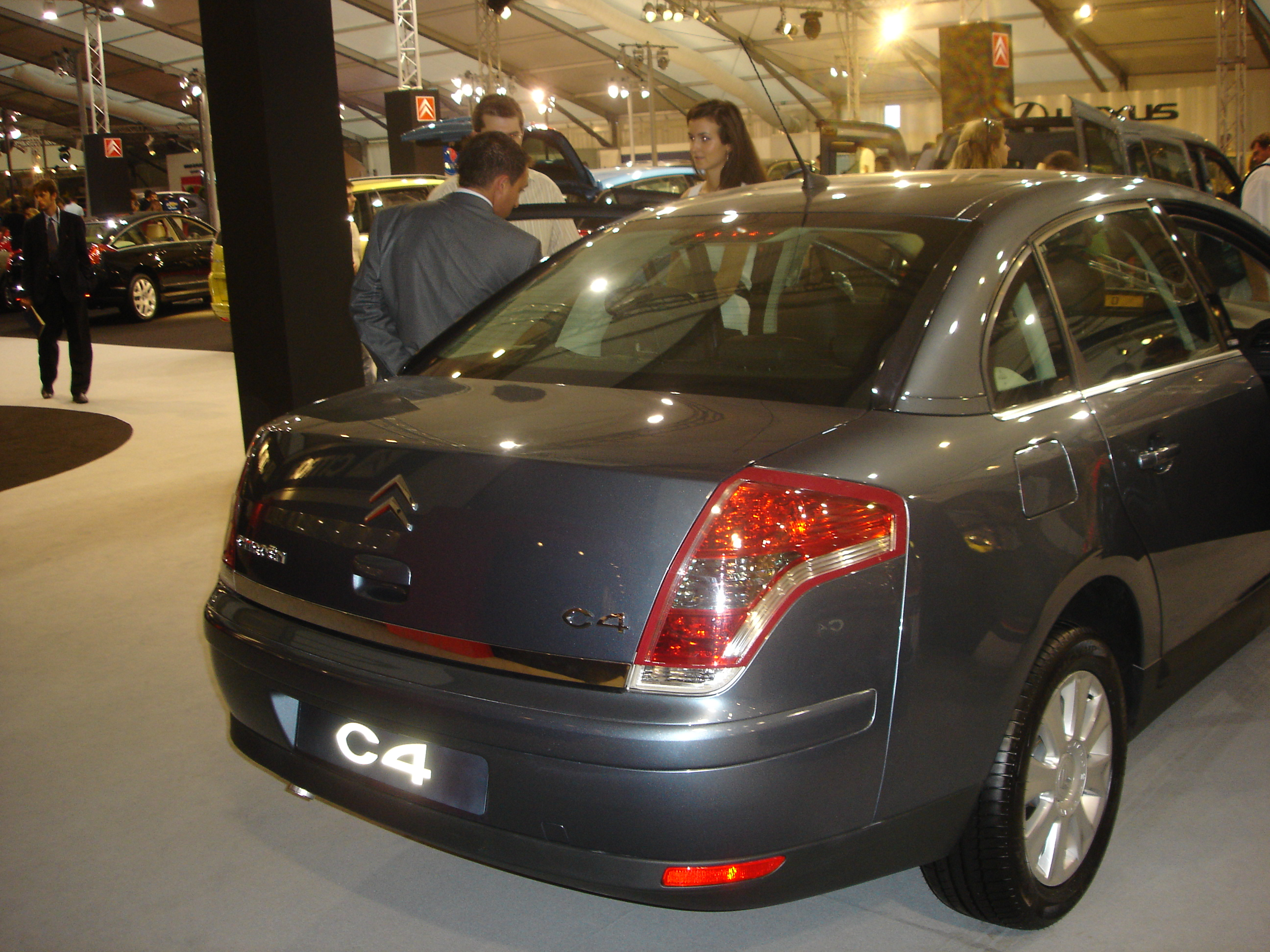
Citroën C4 Pallas

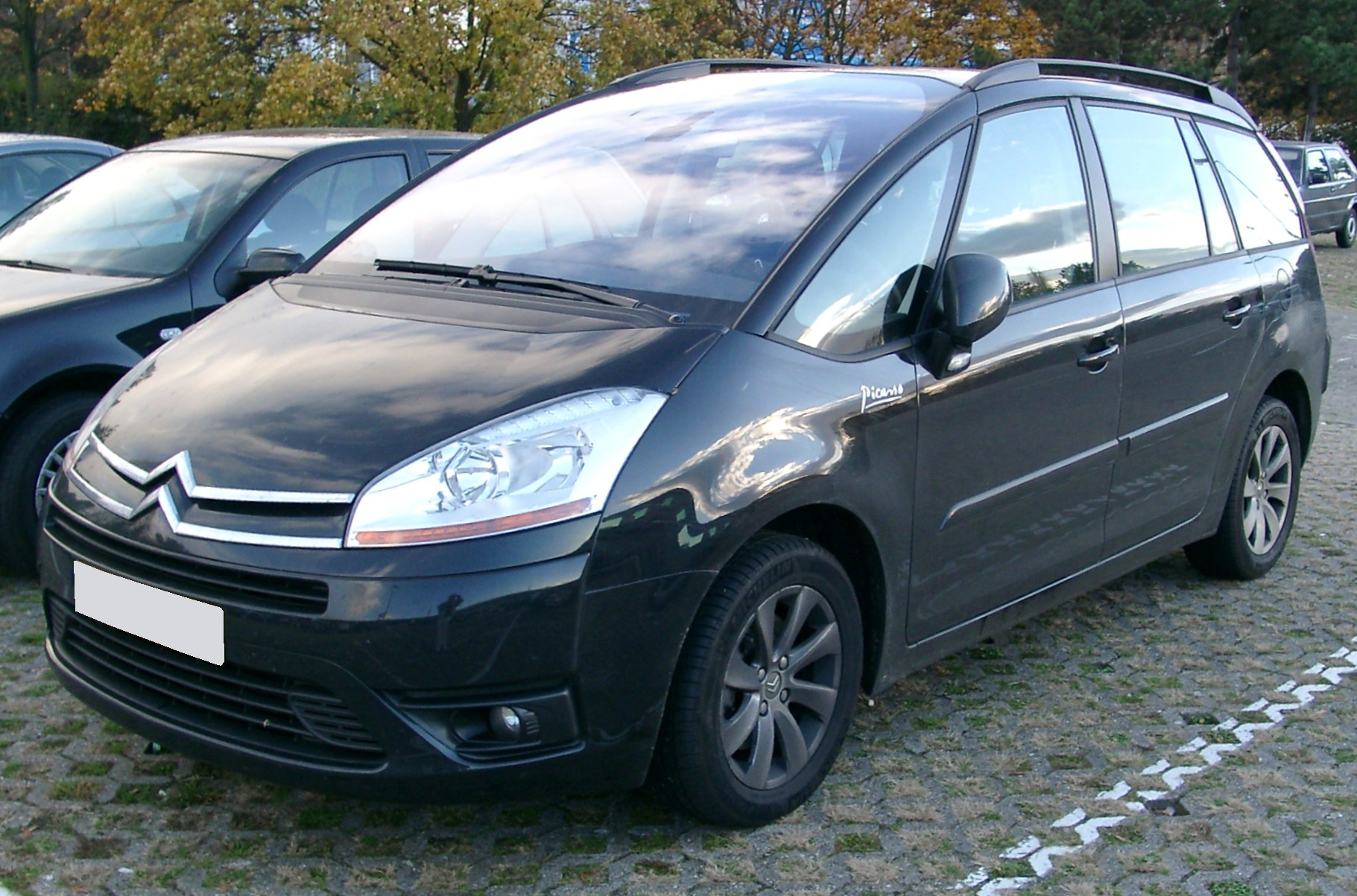
Citroën C4 Grand Picasso

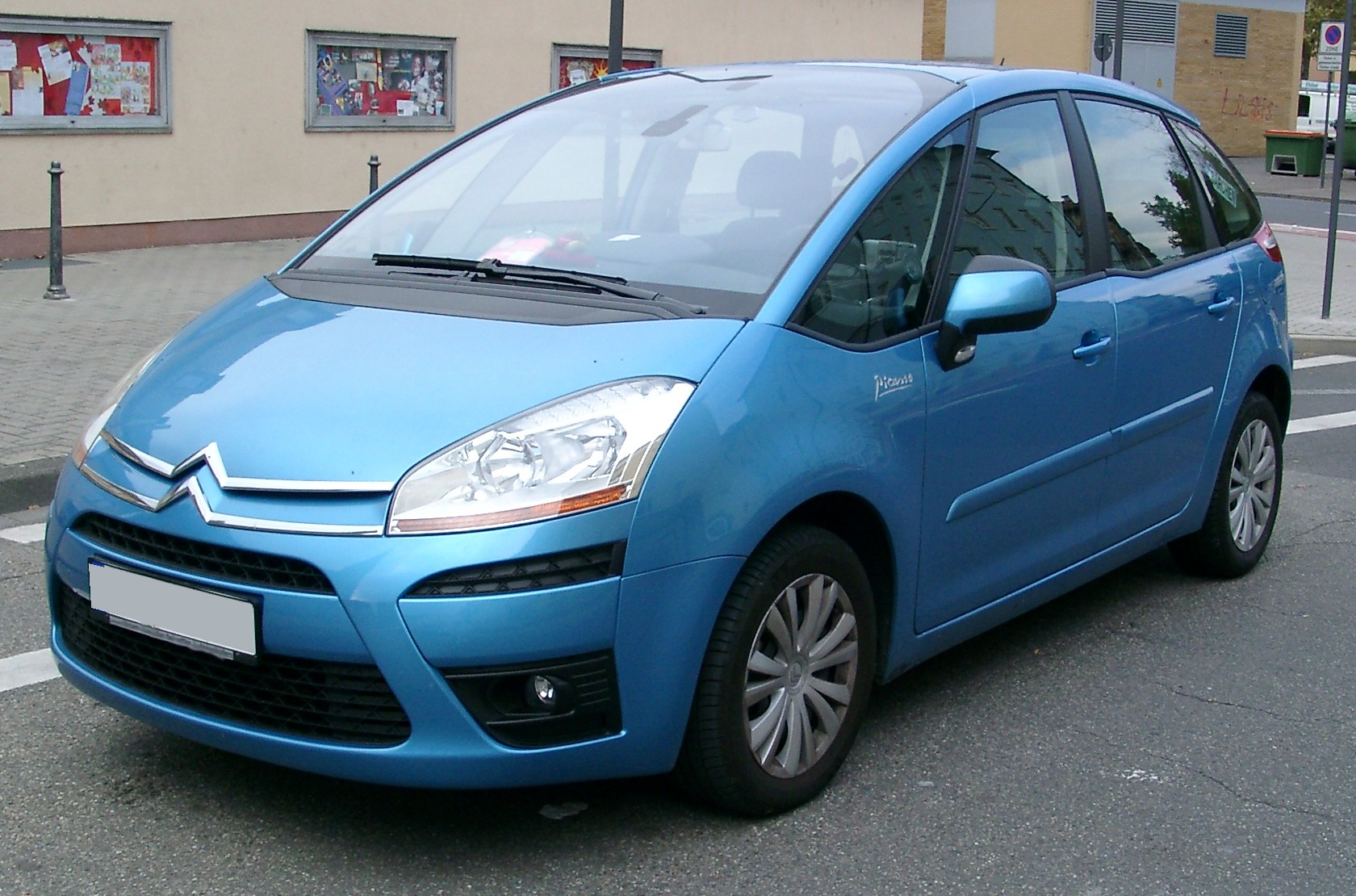
Citroën C4 Picasso

## Jellegzetességek
- Rögzített központi részű, négyblokkos multikormány.
- A kényelmi- és a vezetést segítő funkciók kezelőgombjai, valamint a fényszórók és az irányjelző lámpák visszajelzői a kormány rögzített középső részén helyezkednek el. Ennek köszönhetően a különböző funkciók bármikor elérhetők anélkül, hogy a vezető elengedné a kormányt, vagy levenné a tekintetét az útról.
- Kettős funkciójú (tompított és országúti) xenon kanyarfényszórók.
- A Citroën C4 fényszóróinak fénycsóvája automatikusan követi a kanyar ívét a kormány elfordításától függően.

A véletlen sávelhagyásra figyelmeztető jelzőberendezés (AFIL) akkor lép működésbe, ha a vezető véletlenül átlépi az útburkolatra festett terelő-, vagy záróvonalat. Abban az esetben, ha autópályán, vagy autóúton a gépkocsi 80 km/h sebesség felett irányjelzés nélkül vált sávot, az AFIL rendszer – első lökhárító mögött található – infraérzékelői a vezetőülés bal, illetve jobb oldalába épített rezgőfej bekapcsolásával figyelmeztetik a vezetőt.

### Érdekességek
A Citroën C4 hátsó felfüggesztése puhább, mint elődeié: a ZX és a Xsara keményebb, sportosabb rugózását a nagyközönség véleményét követve váltották le.
A vezetéssel kapcsolatos információkat megjelenítő, középre igazított műszerfal kifejezetten családias, "egyterűs" hatást kelt – a sportos kupé változatot kedvelők szerint túlságosan is.
A folyadékkristályos kijelző formáját az 1980-as években gyártott GSA modell inspirálta.
A Citroën C4 a kelet-franciaországi Sausheim városában készül.
A Citroën már gyártott C4 elnevezésű modellt – 1928 és 1934 között, összesen 243068 darabot. A 2 személyes álkabriótól a 6 személyes családi túraautóig terjedő modellválaszték első példányait 1628 cm³-es, 10 lóerős motor hajtotta, maximális sebességük 90 km/óra, fogyasztásuk pedig 8,8 liter volt. A modell eredeti hivatalos elnevezése AC4 volt, ami André Citroën monogramjára utal, s amit a nagyközönség hamar lerövidített C4-re.

## Ralisportban
Az autó WRC-változatát 2007-től 2010-ig használta a rali-világbajnokság futamain a Citroen gyári csapata. A Xsara WRC-t követte, mellyel első komolyabb ralisikereit aratta a francia gyár. A C4 WRC harminchat világbajnoki győzelmet szerzett, melyből harmincnégyet Sébastien Loeb, míg további kettőt Sébastien Ogier teljesített.